# Chalais (Dordogne)
Chalais település Franciaországban, Dordogne megyében. Lakosainak száma 404 fő (2022. január 1.). Chalais La Coquille, Mialet, Saint-Jory-de-Chalais és Saint-Paul-la-Roche községekkel határos.

## Népesség
A település népességének változása:
| Lakosok száma | 513  | 385  | 425  | 442  | 393  | 392  | 404  | 405  | 403  | 404  |
|               | 1968 | 1982 | 1990 | 2006 | 2013 | 2015 | 2017 | 2019 | 2020 | 2022 |